# Lieux de La Petite Maison dans la prairie
 (décembre 2014).
Si vous disposez d'ouvrages ou d'articles de référence ou si vous connaissez des sites web de qualité traitant du thème abordé ici, merci de compléter l'article en donnant les références utiles à sa vérifiabilité et en les liant à la section « Notes et références ».
 (décembre 2014).
- Si vous ne connaissez pas le sujet, laissez ce bandeau (vous pouvez alors contacter les auteurs).
- Si vous supprimez le contenu mis en cause (vous pouvez préalablement contacter les auteurs),

argumentez précisément cette suppression dans la page de discussion
(un manque de référence n'est pas un argument ; une recherche réelle de référence doit avoir été effectuée, être formellement documentée).
 (septembre 2022).
Les lieux de La Petite Maison dans la prairie regroupent les lieux de tournage, ainsi que l'ensemble des villes, bâtiments ou autres lieux apparus dans les romans ou téléfilms de cette série.
Les scènes extérieures de la série ont toutes été tournées près de Los Angeles, au Big Sky Movie Ranch. L'histoire se déroule quant à elle principalement dans le Minnesota à Walnut Grove et ses environs, ainsi qu'à Sleepy Eye et Winoka (Dakota du Sud), dans une moindre mesure.

## Lieux de tournage
L'ensemble des scènes extérieures de la série, y compris celles de Walnut Grove, furent tournées au Big Sky Movie Ranch, non loin de Los Angeles. Il ne reste aujourd'hui rien des décors qui furent démolis lors d'un ultime téléfilm tiré de la série, le propriétaire du lieu voulant en effet faire table rase des bâtiments afin de pouvoir mettre en sécurité du bétail dans cette propriété. Un montage vidéo de Eric Caron - spécialiste de la série - permet de localiser tous les décors et se rendre compte de ce qu'était le lieu au moment du tournage. 

## Série télévisée
| \| Walnut Grove Burr Oak Sleepy Eye Springfield Minneapolis Mankato \| Localisation des lieux |
| Walnut Grove Burr Oak Sleepy Eye Springfield Minneapolis Mankato                              |

Les lieux les plus importants de la série sont Walnut-Grove (de très loin), Sleepy Eye et Winoka.
Les Ingalls habitaient dans les bois à Bigwoods (Wisconsin), où vit le reste de leur famille. Ils partent vivre en territoire indien (Kansas), la ville la plus proche étant Independence (Missouri). Puis ils s'installent à Walnut Grove (Minnesota), où se déroule la majeure partie de l'histoire. Ils emménagent quelque temps à Winoka (Dakota du Sud) après la crise financière qui secoue leur région, et reviennent ensuite à Walnut Grove, qu'ils quittent à la fin pour Burr Oak (Iowa). 
Les habitants de Walnut Grove se rendent régulièrement à Sleepy Eye (Minnesota), la ville la plus proche, pour s'approvisionner ou prendre le chemin de fer. Quelques membres de la famille et amis s'y installeront même (les Kendall et Hester Sue, Jonathan Garvey et Andy Garvey, quelque temps Almanzo Wilder). Des voyages ont lieu dans les villes de Springfield, Mankato, Minneapolis, Chicago, San Francisco... Les Dalton et les Kendall partent finalement vivre à New York, où habitent déjà la famille de Percival, le père d'Adam et celui de Sarah.

### Walnut Grove
Walnut Grove est un petit village situé au sud de l'État du Minnesota.
- Le magasin Oleson : les Oleson y vendent des aliments de base achetés aux fermiers (par exemple les œufs des Ingalls), ainsi que des produits manufacturés qu'ils font venir de la ville. Mme Oleson y a investi son héritage, il lui appartient donc à elle en propre, à ceci près que la loi de l'époque donne tous droits à l'époux sur les biens. Le magasin dispose d'une petite réserve et on peut y commander divers objets sur catalogue. Mary Ingalls y travaille trois semaines pour gagner de l'argent.
Les Oleson vivent à l'arrière du magasin et à l'étage, dans la maison la plus richement meublée de la région. Les enfants Oleson ont chacun leur chambre, ce qui est rare, et une multitude de jouets. Mme Oleson dispose d'un coûteux service à thé, d'un piano... 
La chambre de Nellie - qui deviendra celle de Nancy - est celle dont la fenêtre donne à l'avant du magasin, juste au-dessus de l'enseigne.

- Le temple (aussi appelé "l'église" dans la version française): lieu essentiel de la petite communauté, il est non seulement l'endroit où se retrouvent les habitants le dimanche pour l'office religieux (protestant), mais également celui où sont annoncés les divers événements (fêtes, deuils, naissances) qui rythment la vie de la communauté paysanne. L'office est dirigé un dimanche sur deux par le révérend Alden, et un dimanche sur deux par l'un des membres anciens quand le révérend Alden est à Sleepy Eye, son autre congrégation.

- L'école : la semaine, le temple du village sert d'école. Mlle Beadle, Mme Garvey, Mlle Wilder, Mme Wilder (Laura), Mlle Plum sont les institutrices successives du village. Mme Ingalls, Mme Oleson et Melle Eliott y font de brefs remplacements. Un instituteur, Mr Applewood, y fait également un passage. Mary Ingalls est un temps assistante de Mlle Beadle. Willie passe sa vie au coin. L'école sert aussi de salle de réunion pour le conseil du village. Elle tient lieu de salle d'audience pour le procès de Judd Larrabee (saison 5 épisode L'Incendiaire).

- Le cabinet du docteur Baker : il est séparé en deux parties par un rideau: d'un côté la pièce où le docteur ausculte ses patients, de l'autre son bureau qui est en même temps la salle d'attente. Le docteur Baker met sous clef certains médicaments, laisse dans son cabinet sa trousse de secours et toutes sortes de fioles et bouteilles contenant potions, sirops... il y a toujours quelques bonbons en réserve pour consoler les enfants. La clef de la porte d'entrée du cabinet est cachée sous le paillasson.

- La scierie : appartenant à Lars Hanson, il emploie à mi-temps Charles Ingalls et successivement Isaiah Edwards, Jonathan, Almanzo; ainsi qu'un temps un homme du nom de Harry. Elle fournit des planches aux nombreuses familles qui s'installent dans la région ou s'agrandissent. Comme toutes les scieries, elle est fort bruyante. Le bureau de Lars est à l'étage.

- Le moulin (à eau) : jouxtant la scierie, il permet de moudre le grain des fermiers afin d'en faire de la farine. Il est indispensable aux fermiers, car sans lui il faudrait battre le grain à l'ancienne, ce qui est fastidieux et épuisant.

- L'écurie : le maréchal-ferrant y fabrique ou répare les objets de métal; en particulier les fers à cheval qui doivent régulièrement être remplacés et sans lesquels un cheval userait complètement ses sabots. Hans Dorfleur et John Carter occupent entre autres ce poste.

- La poste : elle centralise le courrier du village et le télégraphe (qui apporte bonnes et mauvaises nouvelles urgentes). Elle est le seul moyen de communication avec l'extérieur avant l'arrivée du téléphone. Comme tous les habitants se connaissent, on confie souvent à l'un d'eux la lettre destinée à un voisin ou ami. Grace Snider, Ruth Foster, Mme Whipple et Alice Garvey se succèdent pour y travailler, Kezia y effectue un remplacement. Au-dessus de la poste, des chambres sont à louer. Mlle Beadle occupe vraisemblablement l'une d'elles avant son mariage, et Mr Hanson une autre à la fin de sa vie. Peut-être le docteur Baker y habite-t-il. Le jour de distribution du courrier est le mardi. L'affranchissement d'une lettre coûte un penny.

- La banque : elle comporte une grille à l'entrée pour le principe mais est peu protégée. C'est presque le seul bâtiment du village qui soit partiellement construit en briques (la façade uniquement). Elle prête de l'argent aux fermiers, en échange de garanties (parfois une hypothèque) et d'intérêts. La monnaie est le dollar. Mr Ebnezer Sprague et Mr Bill Andersen se succèdent au poste de banquier.

- L'hôtel-restaurant : il s'appelle « Chez Nellie », mais l'apposition « Chez Caroline » est vite inscrite sur les vitrines, les talents culinaires de Caroline rassurant davantage le client que ceux de Nellie... (il porte aussi brièvement un temps l'appellation « Chez Mme Sullivan », après une tentative commerciale de faire partie d'une chaîne de restaurants du même nom). Il appartient à Nellie Oleson. Caroline y travaille comme cuisinière et pendant un temps comme associée, percevant alors 50 pour cent des bénéfices. Hester-Sue y devient serveuse. Nellie tient cet hôtel-restaurant avec l'aide active de Nels (cuisine) et Harriet (service), puis Nellie et Percival le tiennent ensemble, puis Willie et Rachel tiennent l'établissement. La meilleure chambre est la 4.

- La glacière : appartenant aux Oleson, elle est située face à leur magasin. La glace est vendue aux clients des Oleson (Harriet en fait elle-même une grosse consommation par temps chaud), et prélevée par ou pour le docteur Baker pour faire baisser les fièvres excessives. La glacière ne s'ouvrant pas de l'intérieur, elle sert à plusieurs reprises de prison pour des accusés en attente d'être jugés (dont Judd Larrabee dans l'épisode L'Incendiaire de la saison 5). Willie Oleson et Belinda Stevens se retrouvent successivement enfermés dedans par température très basse.

- Le cimetière : endroit paisible, les croix en pierre ou en bois sont à l'ombre des arbres. Les habitants du village qui meurent y sont pour la plupart enterrés, quoique certains le soient parfois près de leur maison (comme Charles Ingalls junior, Julia Sanderson, Ellen Taylor...). 
Adam Kendall junior, Lars Hanson, Thomas Spark... seront enterrés dans ce cimetière. Les enfants croient qu'il est hanté.

### Autour de Walnut Grove
Les fermes sont disséminées un peu partout autour du village.
- La route qui mène chez les Ingalls : en venant de Walnut Grove, c'est à trois kilomètres sur la droite (il faut quelques minutes en charette). Cette route passe entre autres devant chez les Harper.

- Plum Creek : lieu-dit où vivent les Ingalls. Le terrain a été vendu par Lars Hanson à Charles, qui y a construit une maison de ses mains. La grange, elle, date du temps d'Hanson. Un poulailler et un enclos ont été ajoutés. Charles cultive sur ses terres 100 acres environ (40 hectares). Plum Creek doit son nom à la rivière Plum qui passe à côté de la maison et dans laquelle toute la famille puise l'eau et parfois se lave ou se baigne. Une route passe près de la grange. Plum Creek est suffisamment près du village pour entendre la cloche du temple et le sifflet de la scierie. Après le départ de Charles et Caroline, la ferme est habitée par les Carter (qui l'ont achetée).

- La ferme des Edwards/Garvey : Elle appartenait auparavant aux Sanderson. Grace, Isaiah et leurs trois enfants adoptifs y vivent, puis après leur départ, les Garvey s'y installent avec leur fils Andy. On y trouve un puits et une grange, qui brûle deux fois pendant que les Garvey habitent là. La maison elle-même est d'abord couleur bois, puis blanche, avec une petite terrasse.

- La ferme Wilder : Eliza-Jane Wilder s'y installe avec son frère Almanzo pour enseigner à l'école du village. Puis elle quitte Walnut Grove, et le couple Almanzo-Laura y vit avec leur bébé Rose jusqu'à ce que la confortable maison d'un étage, blanche à colonades, soit entièrement détruite par une tornade. Almanzo et Charles rebâtissent alors juste à côté une petite maison exigüe, où Jenny aura tout de même sa chambre. Cette nouvelle maison comprend une pièce principale, deux chambres et une cave. Une grange fait face à la maison.

- Les autres fermes : de nouvelles familles s'installent régulièrement dans la région, d'autres partent, en particulier pendant les périodes difficiles. Il y a par exemple la ferme des Tiffany, qui est rachetée par Matthieu Simms.

- L'institut Harriet Oleson : est un établissement pour aveugles, dirigé par Adam Kendall, avec l'aide de Mary et Hester-Sue. Le bâtiment appartient tout d'abord à Lars Hanson, qui le lègue à l'Eglise, qui en fait don aux aveugles. Il porte le nom d'Harriet car elle est une importante donatrice de l'institut (mais pas la seule). Il brûle entièrement lors d'un terrible incendie qui coûte la vie à deux personnes (Alice Garvey et Adam junior Kendall). Il est alors rebaptisé du nom des deux défunts, mais sa reconstruction est finalement interrompue faute de moyens et l'institut déménage à Sleepy Eye.

- La pension de famille Wilder : vaste et luxueuse maison léguée à Laura et Almanzo par Madame Flannery, vieille dame qui s'était prise d'affection pour Laura, elle est transformée par celle-ci en pension. Elle compte pour clients Willie et Rachel Oleson, Isaiah Edwards et Mr Montague.

### Sleepy Eye
Sleepy Eye (« œil endormi ») est à trois jours de marche de Walnut Grove, en direction du nord-est (30 km). Elle est également reliée par la diligence. Charles, Jonathan, Almanzo, John y font des livraisons. Adam, Mary, Hester-Sue et les petits aveugles, puis plus tard Jonathan, Andy, ainsi que Joe Kagan s'y installent. Almanzo y vit quelques mois.
- La gare : la ligne St Paul-Minneapolis-Manitoba y passe.

- L'institut pour aveugles : imposante bâtisse (c'est un ancien tribunal) louée à un propriétaire, Mr Pims. Adam et Mary y enseignent, et le vieux Houston, le gardien, y vit.

- L'orphelinat : son directeur est Mr Case, et l'infirmière Mme Masson. Nancy y est abandonnée par sa grand-mère et y vit un mois (et casse tout) avant d'être adoptée par les Oleson. James et Cassandra y sont conduits, mais il n'y a plus de place pour les y accueillir. Deux frères, Mike et Joss, y vivent (et fuguent) avant d'être adoptés par les Rooney.

- Le bureau du shérif : Jonathan finit par y travailler comme shérif adjoint.

- Le magasin général : il est tenu par Mr Crowley. Il vend entre autres de nombreux paniers d'osier, des lampes,... et un employé, Tony, livre de la glace à domicile. Almanzo travaille quelque temps dans ce magasin.

- Le saloon : il se trouve dans la même rue que l'institut pour aveugle, diffuse de la musique et il y a là des femmes de mauvaise vie.

- La pharmacie: le Dr Baker y passe des commandes, et elle les lui fait livrer par la diligence.

- L'université : Melle Plum inscrit Willie Oleson au concours d'entrée, qu'il passe, mais il le rate (exprès).

- La banque : elle est dirigée par Mr Phillips et Thomas Spark est un des clients.

- Une blanchisserie chinoise : Mr Montaigu y dépose son linge. On n'y fait pas crédit.

- Une épicerie : elle porte la mention "chez Dawson"

### Springfield
Springfield se trouve à 80 kilomètres de Walnut Grove. Les parents d'Almanzo et d'Eliza Jane Wilder y vivent.
- La gare : la ligne St Paul-Minneapolis-Manitoba y passe. Mary, Laura et Carl visitent un jour cette gare avec leurs pères.

### Mankato
Mankato se trouve à trois jours de cheval de Walnut Grove.
- La gare : Le train mène au Sud à Sublimity, puis à quelques bourgades, et va jusqu'à la frontière du Mexique. Un mendiant édenté en fauteuil roulant fait la manche dans cette gare.

- Cabinet d'ophtalmologie du docteur Burke : c'est le meilleur de la région. Mary s'y rend une fois par an accompagnée de son père.

- L'orphelinat :il est dirigé par Mr Dodsworthy. Un petit garçon blond prénommé Samuel y vit avant d'être adopté par les Norris.

- Saloon : Isaiah Edwards y a ses habitudes. Il y déclenche un jour une émeute; y emmène une autre fois Johnny Johnson; se bagarre devant avec Almanzo. Le barman s'appelle Eldred Miller.

- Thomas Stark y a un temps un magasin.

- On y trouve un banquier du nom de "Dwitt" Slong

### Minneapolis
Minneapolis est à quatre jours de cheval de Walnut Grove. La diligence qui relie Walnut Grove à Minneapolis passe rarement. Une ligne de train relie St Paul, Minneapolis et Manitoba. 
Minneapolis est la grande ville, celle où l'on va chercher ce qu'on ne trouve pas dans les petites villes des alentours de Walnut Grove. Madame Oleson y fait chaque année un voyage d'une semaine (aller-retour compris) pour y acheter des marchandises à revendre au magasin. Eliza-Jane y vit après avoir quitté Walnut-Grove. Almanzo et Laura projettent un moment d'aller y habiter.
- L'orphelinat : plus grand que celui de Sleepy Eye, il accueille davantage d'enfants et a plus de moyens. Nancy allait y être transférée lorsqu'elle fut adoptée par les Oleson. James et Cassandra étaient en route pour s'y rendre lorsque leur train fut arrêté par Charles.

- Maison d'édition Jensen : au 8212 d'une rue dont elle fait l'angle, cette maison d'édition est dirigée par Mr Amos L. Broxton et emploie entre autres Russel Matthews en tant que correcteur. Laura y signe un contrat pour son premier livre, mais rompt le contrat avant la publication (le livre sera finalement publié plus tard par un autre éditeur).

- Hôtel Carlton : Laura et Jenny y séjournent un mois. Il fait également restaurant.

- Café "Chez Hugo" : Laura y dîne en compagnie de Russel Matthews. Le patron s'appelle Hugo, et un serveur Albert.

- Maison de Minerva Fanworth, une riche cousine d'Harriet Oleson. Cette grande et belle maison faillit devenir le lieu de vie d'Alicia Sanderson (Edwards).

- Clinique : Harriet y passe plus de 6 mois.

### Winoka
Winoka est une ville du Dakota, avec tous les inconvénients des villes: le bruit incessant en particulier, ainsi que le manque de solidarité, l'indifférence générale des habitants, l'immoralité... les habitants de Walnut Grove qui viennent s'y installer ont pour la plupart beaucoup de mal à s'y adapter.
- L'hôtel-restaurant « Le Dakota » : il emploie Charles et Caroline, pour 50 dollars par mois sous les ordres d'un gérant, mais il appartient à Mr Standish. Les Ingalls y occupent deux chambres, dont l'une est leur logement de fonction, et l'autre leur est louée pour 5 dollars par mois qui sont déduits de leur salaire. Laura assiste un peu sa mère dans la cuisine après l'école, entre ses devoirs. Caroline assure à l'hôtel une propreté impeccable, mais ne sait pas où donner de la tête avec les trop nombreux clients du restaurant.

- Le saloon : situé juste à côté de l'hôtel, il appartient au même propriétaire, Mr Standish. Le saloon emploie Nels (comme homme à tout faire) et Harriet (comme serveuse) qui habitent une chambre à l'étage, puis Jonathan (comme videur). Il diffuse jusque tard dans la nuit une musique rythmée; on y trouve de l'alcool, des femmes de mauvaise vie, des parties de poker, du tapage et des bagarres. Le shérif est un habitué du saloon. Le bâtiment finit par brûler accidentellement.

- La gazette de Winoka: les locaux de ce journal sont situés face à l'hôtel Dakota.

- L'institut pour aveugles : créé par Adam Kendall, il emploie Mary Ingalls en tant qu'institutrice spécialisée. Susan (Aline) est une des élèves de cet institut. Mr Bevins y est homme à tout faire.

- L'école publique : installée faute de subventions dans une écurie, la classe est faite tant bien que mal par Alice Garvey dans des conditions difficiles. Le maréchal-ferrant donne de bruyants coups de marteau, les pupitres des élèves sont de simples caisses de bois. Charles paye Albert 25 cents par semaine pour qu'il y suive une scolarité. Willie voudrait bien aller à cette école, mais sa mère n'est pas d'accord. Les élèves de cette école forment une équipe approximative de football américain qui prend le nom "Les guerriers" et a pour entraîneur-débutant Jonathan Garvey.

- L'école privée : elle accueille les enfants des familles aisées, tels que le fils de M. Standish. Mme Oleson travaille pour y envoyer Nellie et Willie. Les élèves de cette école portent un uniforme. L'équipe de football américain de cette école s'appelle "les Dragons".

- L'église (le temple): on y annonce la création de l'école publique.

- La cachette sous l'escalier: les pompes funèbres entreposent leurs cercueils à côté. Il faut déplacer un treillis pour y entrer. Le sol est de terre battue. Albert y habite (mais aussi ailleurs) et y entrepose les quelques objets qu'il réussit à voler, ainsi que sa boîte de cireur de chaussures et des livres. Charles s'y rendra au moins trois fois: la première fois, il découvre les conditions de vie d'Albert. La deuxième fois, il lui dit adieu. La troisième fois, il lui propose de venir vivre à Walnut Grove.

### Burr Oak
Ville de l'Iowa. Charles finit par y emmener vivre Caroline, Albert, James, Carrie, Cassandra et Grace. Les enfants sont scolarisés dans différentes écoles. 
- Maison des Ingalls : c'est la plus opulente qu'ils aient jamais eue. Elle comprend deux étages ; ils ont le téléphone, un phonographe... Albert a sa propre chambre, où il peut étudier tranquille.

- "Janes et fils" : boutique de vêtements masculins dans laquelle travaille Charles comme vendeur avant de démissionner. Le patron est Mr Janes.

- "JR Bennett" : société dans laquelle travaille Charles, qui obtient une promotion: il est nommé agent itinérant. Son patron s'appelle Mr Calldwell.

- Le commissariat : l'officier de police Peter Coogan et le sergent Bates y travaillent. Les Morgan, des voyous que fréquente Albert, y sont régulièrement conduits, et Albert lui-même y est emmené 3 fois.

- "Chez Gibson" : commerce tenu par un veuf, Mr Gibson.

- "Chez Hugo" : restaurant chic (de la même chaine que celui de Minneapolis ?) où l'on sert des plats à la française, tels que des escargots. Charles et Caroline y dînent un soir, avant que Charles et un autre client n'aillent se battre dehors.

### Burton
Ville de l'Iowa.
- L'institut pour aveugles : Mary y est envoyée par ses parents sur conseil du docteur Baker. Elle y rencontre Adam Kendall, enseignant spécialisé, et y apprend le braille.

- La prison : Edwards y est brièvement incarcéré, ainsi que les frères Younger.

### Chicago
John Edwards fait ses études de journalisme à Chicago.
- L'hôpital : Jane Canfield s'y fait opérer par le Dr Vanderan, chirurgien des yeux.

- Le zoo : dirigé par Mr Paine, il accueillera l'orang-outang Blanche.

### New York
Les Cohen (parents et famille de Percival), le père d'Adam Kendall, les parents de Sarah Carter y vivent. Puis, Nellie et Percival et leurs enfants, et Adam et Marie partent s'y installer.
- Le Globe Télégram : journal appartenant à Elliot Reed, père de Sarah Carter.

### San Francisco
Se trouve à 5 jours de train de Walnut Grove. Charles, Laura et Albert s´y sont rendus pour accompagner le jeune peintre leucémique qui rêvait de voir l´océan. Edwards y est déjà allé et considère que c'est une ville dangereuse. Almanzo et John Carter y font un voyage.
- Hôtel japonais de M. Hagichi : on y respecte les traditions japonaises, encore inconnues des Américains.

- La prison : Almanzo et John y sont brièvement incarcérés.

### Autres lieux
D'autres lieux des États-Unis sont également cités : Isaiah habitait enfant dans le Tennessee, les Edwards s'installent pendant un certain temps en Californie, l'orphelinat où est passé Albert est à Pierre (Dakota du Sud), Jérémie Quinn vit à Olney (Minnesota), la pension « Chez Molly » se trouve à Tracy (Tracy et Pipestone sont situés à l'ouest et au sud-ouest de Walnut Grove), les bandits qui tirent sur James habitent Hobbs et Sulphur, Jonathan Garvey et Mr Larrabée se sont connus autrefois dans le Kansas, Jane Canfield vit avec sa tante à Rockford, Matthieu Simms vient du Texas...
Madame Oleson fait venir de France des cadeaux (vêtements, poupées...) pour ses filles, et possède elle-même un service à thé en provenance de France. Mr Montague est allé en Chine et dans d'autres pays.